# Struga Rychnowska
Struga Rychnowska – struga, prawobrzeżny dopływ Drwęcy o długości 14,29 km i powierzchni zlewni 49,3 km². Wypływa z Jeziora Mlewieckiego, uchodzi do Drwęcy w Młyńcu. Zlewnia jest typowo rolnicza, jedynie 15% powierzchni stanowią lasy.